# 歌う若大将
日劇「加山雄三ショー」より『歌う若大将』（うたうわかだいしょう）は、加山雄三主演の日本映画。若大将シリーズの第8弾。東宝の製作・配給により1966年9月10日に公開された。同時上映は黒沢年男、星由里子主演の『パンチ野郎』。

## 概要
1966年7月15日から7月17日までの3日間、日劇で約2万7000人を動員した加山雄三初のワンマンショーの模様を中心に、タヒチでの加山のプライベートショット、若大将シリーズ『大学の若大将』から『ハワイの若大将』の名場面で構成されている。

## キャスト
（ステージ出演者）
- 加山雄三
- ザ・ランチャーズ
- 大橋節夫とハニー・アイランダーズ
- ストリング・ファンタスティック・オーケストラ
- 司会 - 志摩夕起夫
- 日劇ダンシングチーム
- 日劇オーケストラ指揮 - 多忠修

（映画名場面出演者）
- 加山雄三
- 星由里子
- 田中邦衛
- 飯田蝶子
- 有島一郎
- 江原達怡
- 中真千子
- 上原謙
- 左卜全
- 藤山陽子

## スタッフ
（製作スタッフ）
- 製作：藤本真澄
- 監督：長野卓
- 構成：長野卓
- 撮影：西垣六郎
- 音楽：弾厚作、森岡賢一郎
- 録音：増尾鼎
- 照明：西川鶴三

（日劇ステージショースタッフ） 
- 構成演出：日高仁
- 振付：梶鉄哉
- 音楽：森岡賢一郎
- 衣裳：小磯豊治
- 照明：村井嘉兵衛
- 舞台監督：松本安史、田口豪孝

## 挿入歌
- 「君といつまでも」（作詞／岩谷時子・作曲／弾厚作）
- 「マイ・ジプシー・ダンス（君が好きだからの英語版）」（作詞・作曲／弾厚作）
- ［君の瞳の蒼空」（作詞／岩谷時子・作曲／弾厚作）
- 「蒼い星くず」（作詞／岩谷時子・作曲／弾厚作）
- 「白い浜」（作詞／岩谷時子・作曲／弾厚作）
- 「波乗り」（作詞／岩谷時子・作曲／弾厚作）
- 「お嫁においで」（作詞／岩谷時子・作曲／弾厚作）
- 「砂と波」（作詞／岩谷時子・作曲／弾厚作）
- 「アロハ・レイ」（作詞／岩谷時子・作曲／弾厚作）
- 「夜空の星」（作詞／岩谷時子・作曲／弾厚作）
- 「夕陽は赤く」（作詞／岩谷時子・作曲／弾厚作）
- 「ブーメラン・ベイビー」（作詞・作曲／弾厚作）
- 「ブラック・サンド・ビーチ」（作曲／弾厚作）
- 「恋は赤いバラ」（作詞／岩谷時子、弾厚作（英詞）・作曲／弾厚作）
- 「俺は海の子」（作詞／岩本敏男・作曲／弾厚作）
- 「カラス」（作曲／弾厚作）